# Rafael Galhardo
Rafael Galardo de Souza (Nova Friburgo, 30 oktober 1991) is een Braziliaans voetballer, die doorgaans speelt als rechterverdediger. In juli 2024 verliet hij Rayong.

## Clubcarrière
Galhardo speelde in de jeugd van Friburguense, voordat hij besloot zich in 2008 aan te sluiten bij Flamengo. Bij die club was hij één jaar actief in de opleiding, waarna de verdediger zich mocht aansluiten bij de eerste selectie van de club. Op 21 augustus 2009 mocht Galhardo zijn debuut maken. In het Estádio do Maracanã maakte hij in de zestigste minuut zijn opwachting als invaller tegen Cruzeiro (1-2 nederlaag). In mei 2012 vertrok Galhardo bij Flamengo. De verdediger werd samen met David Braz geruild tegen Ibson van Santos. Tijdens het eerste seizoen was hij vooral de vervanger van Bruno Peres en speelde hij vijf officiële wedstrijden. In 2013 speelde hij meer wedstrijden maar tijdens de seizoenen 2014 en 2015 werd hij achtereenvolgens uitgeleend aan reeksgenoten Bahia en Grêmio. Op 8 januari 2016 werd hij voorgesteld als nieuwe speler bij Anderlecht. In het restant van het seizoen 2015/16 speelde Galhardo in één competitiewedstrijd mee. In de zomer van 2016 huurde Atlético Paranaense hem voor de duur van één jaar. Na afloop van deze verhuurperiode verliet de vleugelverdediger Anderlecht definitief; hij tekende voor een half jaar (met een optie op twee jaar extra) bij Cruzeiro. Bij Cruzeiro speelde Galhardo twee wedstrijden waarna zijn contract niet verlengd werd. Hierop tekende hij bij Vasco da Gama. Deze club verhuurde Galhardo in maart 2019 aan Grêmio, tot het einde van het kalenderjaar. In september 2020 besloten Galhardo en Vasco da Gama uit elkaar te gaan. Het Canadese Valour pikte de rechtsback in juni 2021 op, tot het einde van het kalenderjaar. Na zijn vertrek had Galhardo een jaar geen club, waarna Rayong hem haalde. Binnen Thailand verkaste hij in juni van het jaar erop naar Sukhothai, om in januari 2024 weer terug te keren bij Rayong.

## Clubstatistieken
| Seizoen | Club                  | Competitie      | Competitie | Competitie | Beker | Beker | Internationaal | Internationaal | Totaal | Totaal |
| Seizoen | Club                  | Competitie      | Wed.       | Dlp.       | Wed.  | Dlp.  | Wed.           | Dlp.           | Wed.   | Dlp.   |
| ------- | --------------------- | --------------- | ---------- | ---------- | ----- | ----- | -------------- | -------------- | ------ | ------ |
| 2009    | Flamengo              | Série A         | 3          | 0          | 0     | 0     | —              | —              | 3      | 0      |
| 2010    | Flamengo              | Série A         | 6          | 0          | 0     | 0     | —              | —              | 6      | 0      |
| 2011    | Flamengo              | Série A         | 5          | 0          | 2     | 1     | 2              | 0              | 9      | 1      |
| 2012    | Flamengo              | Série A         | 0          | 0          | 0     | 0     | 1              | 0              | 1      | 0      |
| 2012    | Santos                | Série A         | 5          | 0          | 0     | 0     | —              | —              | 5      | 0      |
| 2013    | Santos                | Série A         | 12         | 0          | 6     | 1     | —              | —              | 18     | 1      |
| 2014    | → Bahia               | Série A         | 5          | 1          | 1     | 0     | —              | —              | 6      | 1      |
| 2015    | → Grêmio              | Série A         | 33         | 2          | 6     | 0     | —              | —              | 39     | 2      |
| 2015/16 | Anderlecht            | Eerste klasse A | 1          | 0          | 0     | 0     | 0              | 0              | 1      | 0      |
| 2016    | → Atlético Paranaense | Série A         | 6          | 0          | 1     | 0     | —              | —              | 7      | 0      |
| 2017    | Cruzeiro              | Série A         | 2          | 0          | 0     | 0     | —              | —              | 2      | 0      |
| 2018    | Vasco da Gama         | Série A         | 11         | 0          | 1     | 0     | 2              | 0              | 14     | 0      |
| 2019    | → Grêmio              | Série A         | 16         | 2          | 1     | 0     | 1              | 0              | 18     | 2      |
| 2020    | Vasco da Gama         | Série A         | 0          | 0          | 0     | 0     | 0              | 0              | 0      | 0      |
| 2021    | Valour                | Premier League  | 23         | 2          | 2     | 0     | —              | —              | 25     | 2      |
| 2022/23 | Rayong                | Thai League 2   | 16         | 8          | 0     | 0     | —              | —              | 16     | 8      |
| 2023/24 | Sukhothai             | Thai League 1   | 6          | 0          | 2     | 2     | —              | —              | 8      | 2      |
| 2023/24 | Rayong                | Thai League 2   | 19         | 7          | 0     | 0     | —              | —              | 19     | 7      |
| Totaal  | Totaal                | Totaal          | 169        | 22         | 22    | 4     | 6              | 0              | 197    | 26     |

Bijgewerkt op 23 juli 2024.

## Erelijst
| Série A | 1 | 2009 |